# نالبندون
نالبندون یا نالبندان روستایی است در شهرستان کوهرنگ، بخش بازفت، استان چهارمحال و بختیاری.